# Gianmarco Busca
Gianmarco Busca (ur. 30 listopada 1965 w Edolo) – włoski duchowny katolicki, biskup Mantui od 2016.

## Życiorys
Święcenia kapłańskie otrzymał 8 czerwca 1991 i został inkardynowany do diecezji Brescii. Był m.in. wykładowcą instytutu im. Pawła VI w Brescii, wicerektorem części teologicznej diecezjalnego seminarium oraz delegatem biskupim ds. życia konsekrowanego.
3 czerwca 2016 papież Franciszek mianował go ordynariuszem diecezji Mantui. Sakry udzielił mu 11 września 2016 biskup Brescii - Luciano Monari.